# Louis-Eugène Lambert

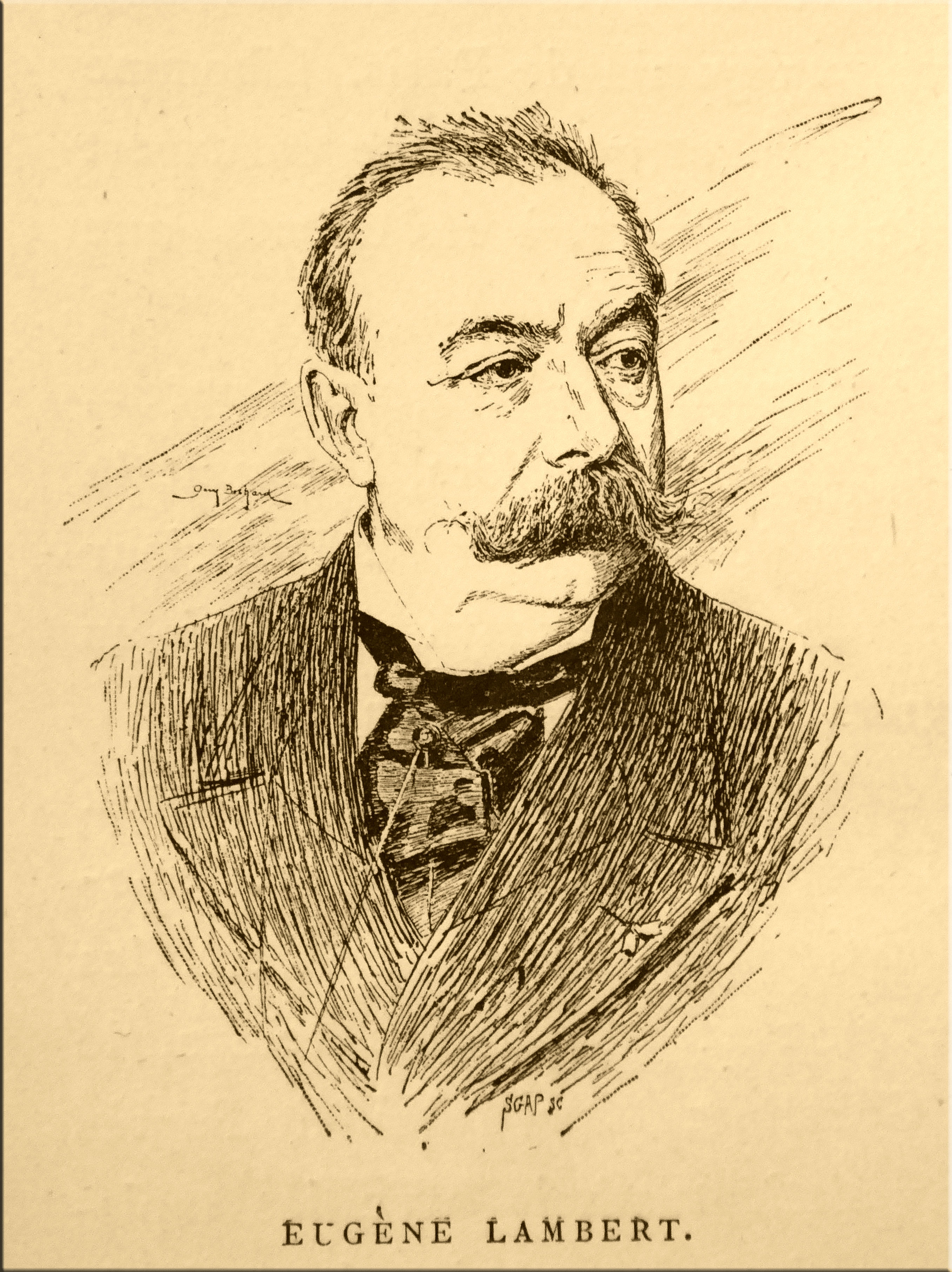

Louis-Eugène Lambert (París, 24 de septiembre de 1825-París, 17 de mayo de 1900) fue un pintor animalista francés. 

## Biografía
Alumno de Eugène Delacroix que será quien financie  sus obras y de Paul Delaroche, se especializa en la representación de gatos y de perros. Debuta en el salón de 1847 y toma el sobrenombre de « Lambert de los gatos » o  « Raphaël de los gatos ». Sus cuadros serán un gran éxito a nivel comercial.
Miembro de la Sociedad de aquarelista francesa(1879-1896), sus pinturas están conservadas en los grandes museos tales como : British Museum, Museo de Luxemburgo, Museo de Bellas Artes de Dijon, Museo de Bellas Artes de Nantes, Stedelijk Museum, Brooklyn Museum, Museo de arte de Cincinnati, Museo de Clamecy etc.
Amigo de Maurice Sand, en 1844, se instala a Nohant con George Sand. Permanecerá catorce años en Nohant donde participará activamente en el teatro de la localidad.
Fue enterrado en el cementerio del Padre-Lachaise.

## Obras[4]
- Gatitos jugando con plumas
- Naturaleza muerta
- Gata y sus gatitos
- El mono y el perro del circo
- El gato, 1876
- Los gatitos en la canasta
- Dos gatitos jugando con una bobina
- Los perros en reposo

etc.

## Galería

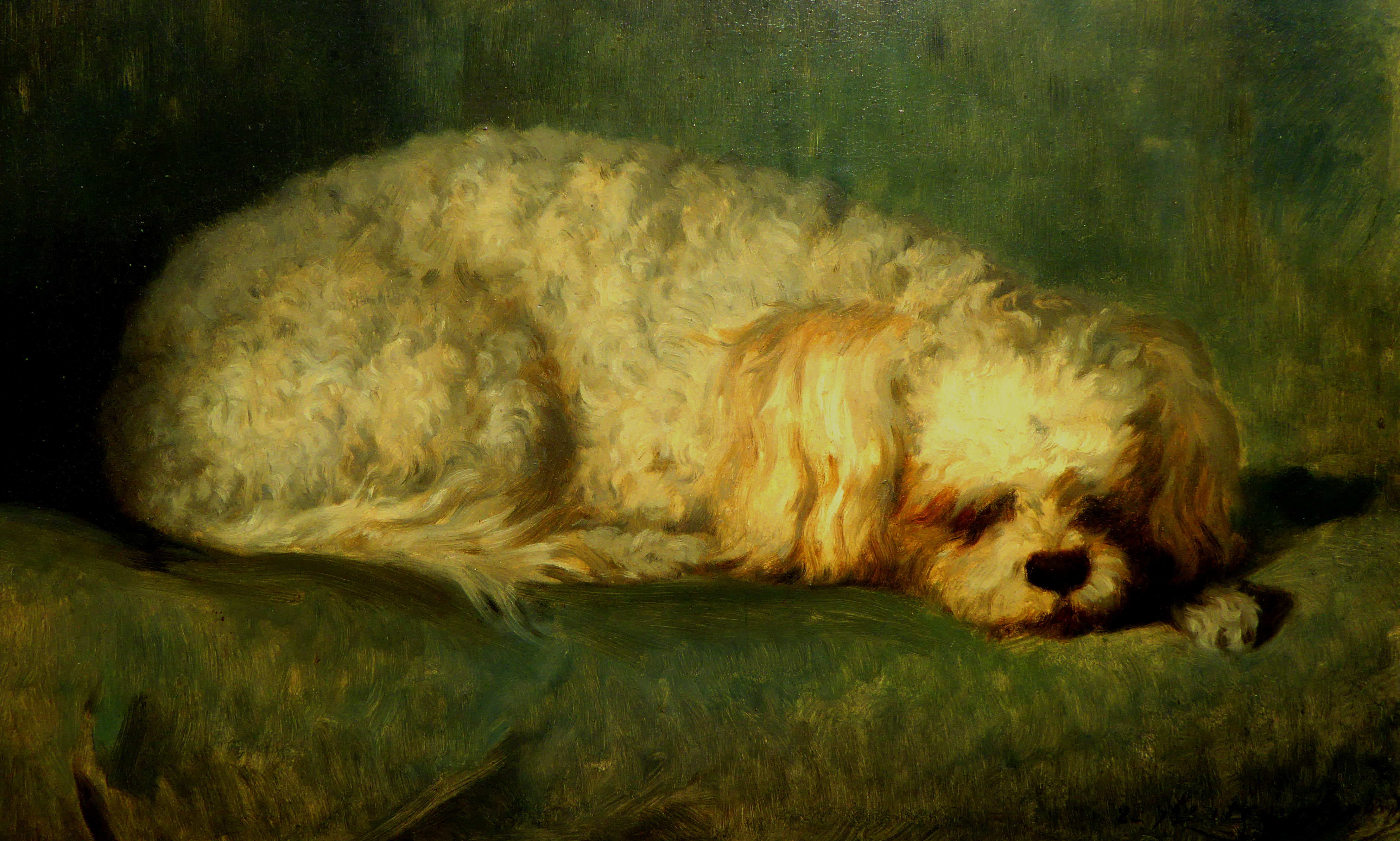
Perro sobre fondo verde (1850)
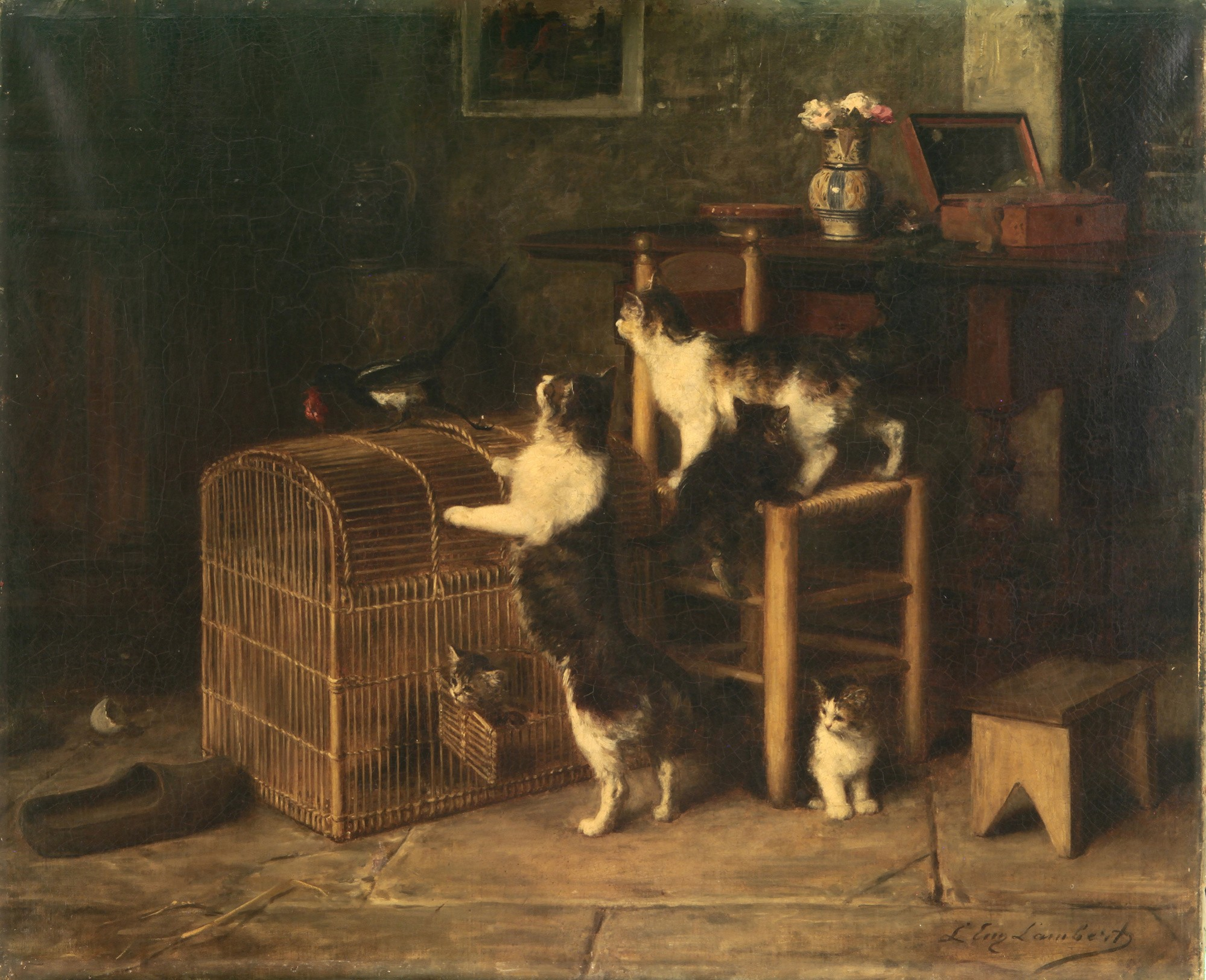
Invasión
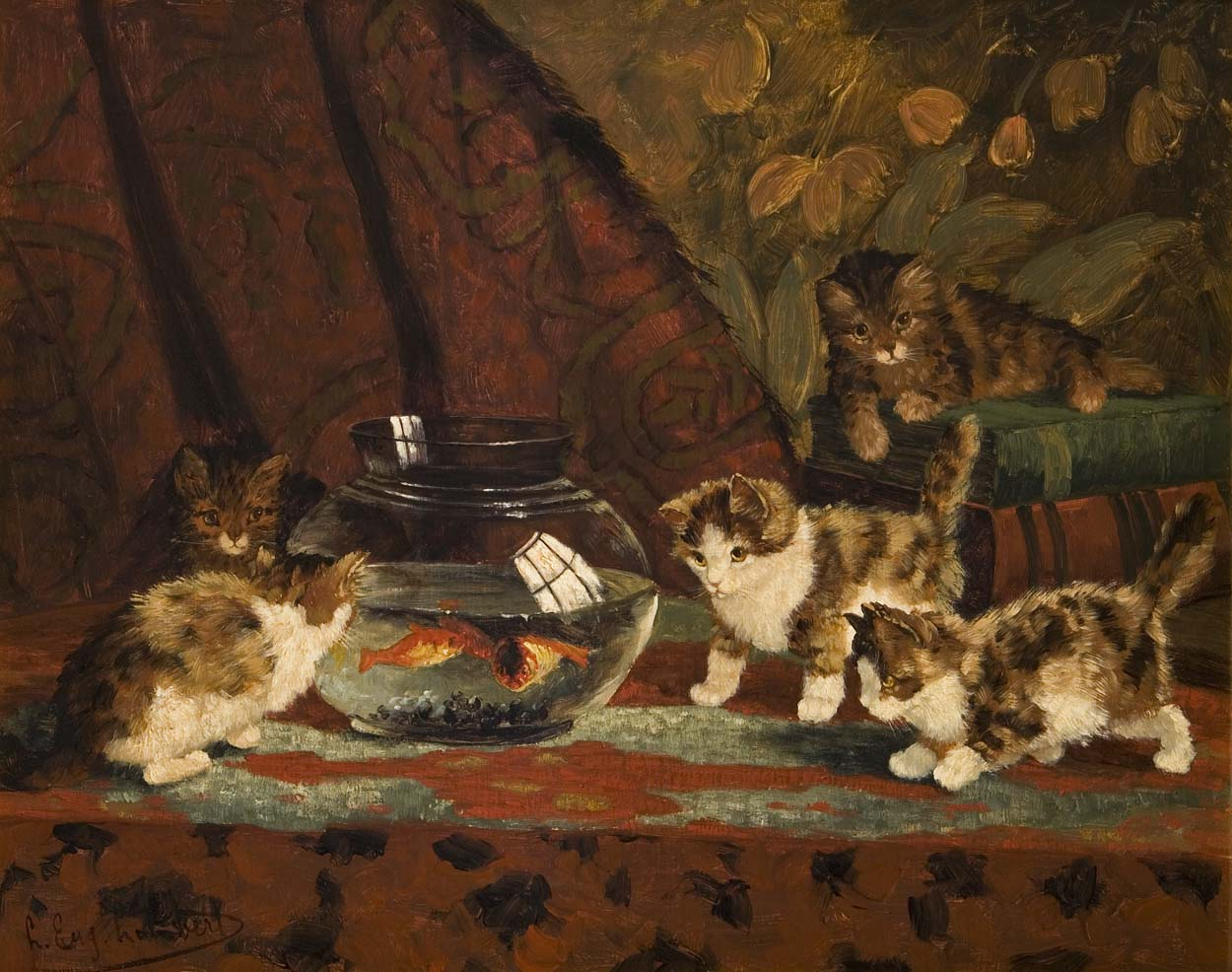
En torno al aucuario
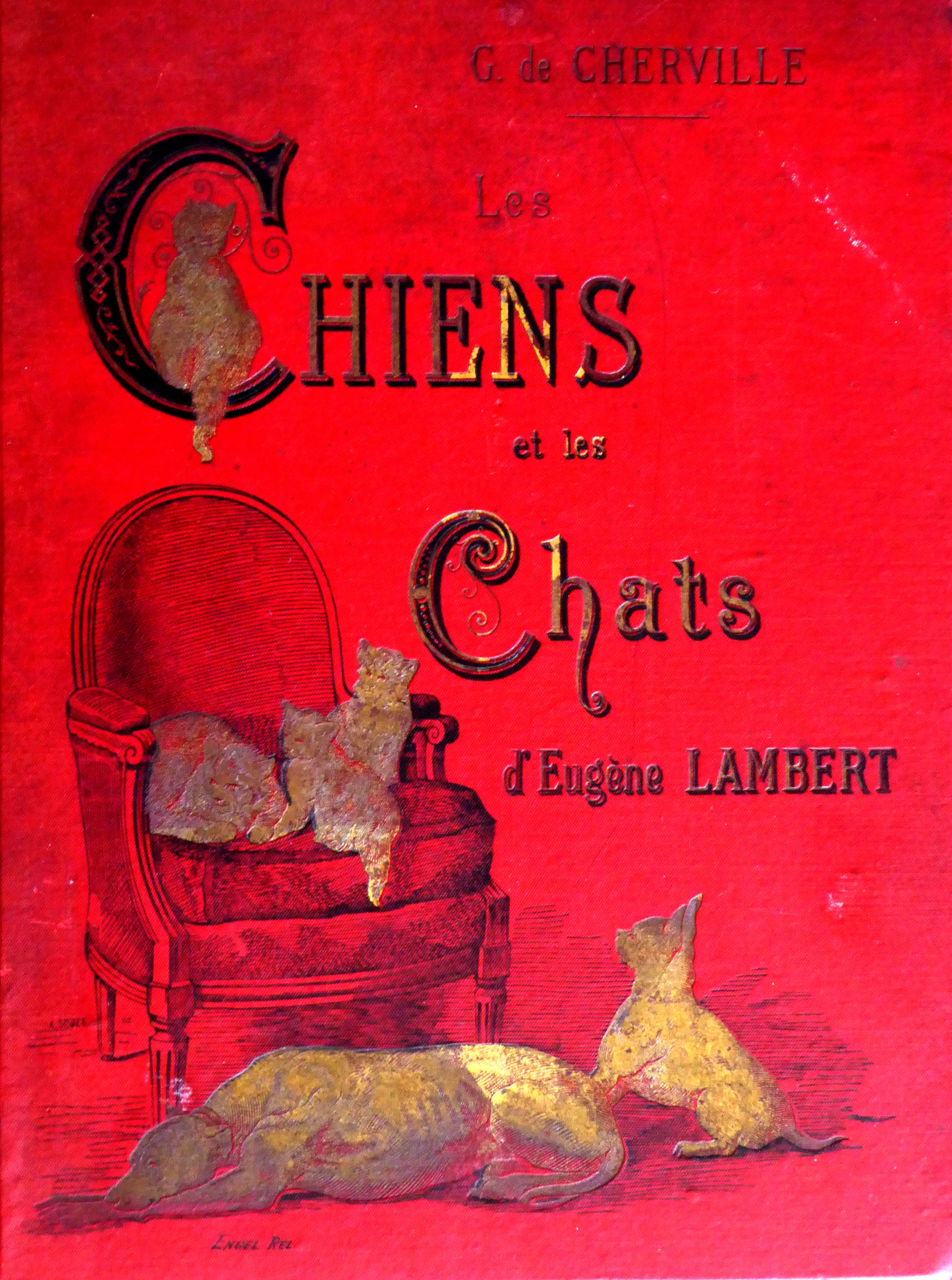
Los perros y los gatos (1888)

## Recompensas
- Legión de Honor (1871)
- Condecoración de tercera clase en la Exposición universal de 1878.